# Забележена историја
Забележена историја или писана историја је историјска нарација на основу писаног записа или друге документоване комуникације. Забележена историја се може упоредити са другим наративима прошлости, као што су митолошке или усмене традиције.
За светску историју, забележена историја почиње са записима античког света, око 4. миленијума пре нове ере, односно са проналаском писања. За неке регионе света, писана историја је ограничена на релативно недавном периоду у људској историји. Штавише, људске културе не забележавају све информације које су битне за касније историчаре, као што су природне катастрофе или имена појединаца. Због ових ограничења, забележена историја се у различитим контекстима може односити на различите временске периодиме у зависности од историјског периода.
Тумачење забележене историји се често ослања на историјске методе, односно скуп техника и смерница којима историчари користе примарне изворе и друге доказе у истраживању. Студија историјске методе и писања је познат као историографија.

## Праисторија
Праисторија се односи на период од времена пре писане историје, који се завршава са проналаском писма. Односно, праисторија се односи на прошлост  у којој не постоје писани записи.
Протоисторија се односи на период прелаза између праисторије и историје, након појаве писмености у друштву, али пре записа првих историчара. Протоисторија се може односити и на период током којег је култура или цивилизација још није развила писмо, али су друге културе забележиле њено постојање у својим списима.
Више система писања је претходило прото-писаној форми. Рани примери су Јиаху симболи (око 6600. п. н. е.), Винчански знаци (око 5300. п. н. е.), рани Индијски списи (око 3500. п. н. е.), као и многи други. Постоји неслагање у вези када тачно праисторија постаје историја, а када прото-писање постаје "право писање." Међутим, откриће првих система писања је приближно истовремен са почетком бронзаног доба у касном неолиту позног 4. миленијума пре нове ере. Сумерско клинасто писмо и Египатски хијероглифи се генерално сматрају најранијим писаним системима.

## Историјски извори
Најраније хронологије се јављају код древних Сумера Месопотамије и у раном Династском периоду Египта. Ове две цивилизације су настале независно једна од друге, пре око 5500. хиљада  година. Најстарија забележена историја се бави фараонима и њиховом владавином. Ипак, велики број података везаних за најранију историју даје археологија.

### Источна Азија
Основа за професионалну историографију у источној Азији је основана од стране династије Хан. Сима Ћен  је познат као отац кинеске историографије.

### Европа
Херодот (484. пре садашње ере – 425. пре садашње ере) се генерално сматра "оцем историје". Писао је своје историјске списе од 450-их до 420-их пре наше ере. Међутим, његов савременик Тукидиду (460. п. н. е. - 400. п. н. е.) се приписује да је први пут пришао историји са добро развијеном историјском методом у свом раду о историји  Пелопонеског рата. Тукидид, за разлику од Херодота, сматра историју као производом избора и акција људских бића, гледајући узроке и последице не као резултат божанске интервенције, већ као резултат акције човека.
Свети Августин је вршио  утицајан на хришћанску и западњачку филозофију, на почетку средњег века. Кроз средњовековне и ренесансне периоде, историју су често учили кроз верске перспективе. Око 1800. године, немачки филозоф и историчар Георг Вилхелм Фридрих Хегел је донео секуларни приступ у историјске студије.
Према Џон Тошу, "Од средњег века (1000-1300) па надаље, писана реч опстаје у већем изобиљу него било који други извор." Западни историчари су развили методе које се могу поредити са модерним историографским истраживањима у 17. и 18. веку, нарочито у Француској и Немачкој. Многи од ових историја су имале јаке идеолошке и политичке везе. У 20. веку, академски историчари су почели мање да се фокусирају на епске националистичке наратице, које су често тежиле да уздижу нацију или велике људе, већ су се фокусирали на објективне и комплексне анализе друштвених и интелектуалних снага. Главни тренд историјског методологије у 20. веку била је тенденција да се историја третира више као друштвена наука, а не као уметност, што је традиционално био случај.

### Блиски исток
У предговору своје књиге Мукадимах . арапски историчар и рани социолог, Ибн Халдун, је упозорио на седам грешака које је мислио да историчари редовно праве. Ибн Халдун је често критиковао "сујеверје и некритичко прихватање историјских података." Као резултат тога, он је увео научне методе у проучавању историје, а и често ју је називао својом "новом науком". Његов историјски метод је поставио темеље за посматрање улоге државе, комуникације, пропаганда и систематске пристрасности у историји, и он се стога сматра  "оцем истографије" или "оцем филозофије историје".

## Методе забележавања историје
Док забележена историја почиње са проналаском писања, током времена су се појавили нови начини бележења историје. Историја се сада може забележити кроз фотографију, аудио снимке и видео снимке. У скорије време, интернет архиве чувају копије веб страница, бележићи историју интернета. Друге методе прикупљања информација су такође пратиле промене у технологији; На пример, од 20. века, су прављени покушаји да се сачува усмена историја снимањем. До 1990. то је чињено коришћењем метода аналогних снимања као што су касете. Са новом технологијом, сада су то дигитални снимци, који могу бити снимљени на ЦД. Али се ипак историјски записи и тумачења често ослањају на писане изворе.

### Историјска метода
Историјска метода обухвата технике и смернице по којима историчари користе примарне изворе и друге доказе у истраживању, а затим за писање историје. Примарни извори су доказе о историји из прве руке (обично написан, али понекад забележен другим начинима). Ове врсте извора могу пружити истраживачима, како је то  Далтон рекао, "директне, непосредане информације о објекту студије."
Историчари користе друге врсте извора како би разумели историју. Секундарни извори су забележени извори историје засноване на доказима из примарних извора. Терцијарни извори су компилације засноване на примарним и секундарним изворима.